# 슈테판-볼츠만 상수
슈테판-볼츠만 상수 (또는 슈테판 상수)는 그리스 문자 σ로 표시되는 물리 상수로 슈테판-볼츠만 법칙에서 나오는 비례 상수이다.:
단위 시간에 흑체 표면의 단위 면적당 복사하는 전체 에너지는 열역학적 온도의 4승에 비례한다.
슈테판-볼츠만 상수의 값은 다음과 같이 주어진다.
{\displaystyle \sigma =5.670400(40)\times 10^{-8}\ {\textrm {W}}\,{\textrm {m}}^{-2}\,{\textrm {K}}^{-4}}.
슈테판-볼츠만 상수의 값은 유도될 수 있을 뿐만 아니라 실험적으로 결정될 수 있다. 상세 내용은 슈테판-볼츠만 법칙 참조. 다음과 같이 볼츠만 상수 kB에 의해 정의될 수 있다.
{\displaystyle \sigma ={\frac {2\pi ^{5}k_{\rm {B}}^{4}}{15h^{3}c_{0}^{2}}}={\frac {\pi ^{2}k_{\rm {B}}^{4}}{60\hbar ^{3}c_{0}^{2}}}}
여기서 h는 플랑크 상수, ħ는 간략히 한 플랑크 상수로 디랙상수이며, c0는 진공에서의 빛의 속도이다. CODATA가 추천하는 값은 기체 상수 R의 측정에 의해 다음과 같이 계산한 값이다:
{\displaystyle \sigma ={\frac {2\pi ^{5}R^{4}}{15h^{3}c_{0}^{2}N_{\rm {A}}^{4}}}={\frac {32\pi ^{5}hR^{4}R_{\infty }^{4}}{15A_{\rm {r}}({\rm {e}})^{4}M_{\rm {u}}^{4}c_{0}^{6}\alpha ^{8}}}}
여기서 NA은 아보가드로 수, R∞은 뤼드베리 상수, Ar(e)은 전자의 "상대 원자 질량, Mu은 몰 질량 상수 (1 g/mol으로 정의되는)이고 α은 미세구조상수이다.
또 하나의 관련 상수, 복사 상수 a는 다음과 같이 정의된다:
{\displaystyle a={\frac {4\sigma }{c_{0}}}}.